# Фрейзер, Джон (ботаник)
Джон Фре́йзер (англ. John Fraser; 1750—1811) — шотландский путешественник и коллекционер растений.

## Биография
Джон Фрейзер родился в 1750 году в деревне Томнаклох (гэльск. Tomnacloich) в шотландском графстве Инвернессшир. В 1770 году он переехал в Лондон, работал торговцем в Челси. Регулярно посещая местный ботанический сад, Фрейзер заинтересовался растениями и в 1780 году при поддержке Уильяма Форсайта совершил поездку в Ньюфаундленд для поиска новых видов. В 1784, 1790, 1791 и 1795 Фрейзер также путешествовал в Северную Америку и собирал образцы местной флоры. В 1795 году он основал питомник в Челси, где стал выращивать американские растения. Джон впервые привёз в Европу различные сосны, дубы, магнолии, рододендроны. В 1796 году он посетил Санкт-Петербург, где продал одну из своих ценных коллекций императрице Екатерине II. В 1797 и 1798 Фрейзер снова ездил в Россию, был назначен коллекционером растений императора Павла. На следующий год при материальной поддержке императора он в очередной раз отправился в Америку, посетил Кубу. Однако по возвращении в Россию император Александр не принял его. С 1806 по 1810 Фрейзер вместе со старшим сыном в последний раз путешествовал по Америке, впоследствии привёз большое количество образцов и саженцев для расширения своей коллекции. Он умер 26 апреля 1811 года в Лондоне.
В 1849 году старший сын Фрейзера передал его гербарий Лондонскому Линнеевскому обществу (LINN). Сейчас он хранится в лондонском Музее естествознания (BM).

## Роды растений, названные в честь Дж. Фрейзера
- Frasera T.Walter, 1788